# LG Joy
Az LG Joy az LG érintőképernyős, Android operációs rendszerrel működik alsókategóriás !okostelefonja.

## Főbb paraméterek
- Processzor: Qualcomm / MSM8210 / 1.2 GHz Dualcore
- Kijelző: 4,0 collos (800x840)
- Kamera: 5 megapixeles elsődleges kamera
- Akku: 1,900 mAh
- Operációs rendszer: Android 4.4 KitKat
- Méret: 122,7 x 64 x 11,9 mm
- Súly: 129 g
- Hálózat: 2G: 850/900/1800/1900 MHz, 3G: 900 / 2100 MHz